# День хронічних захворювань в Ірані

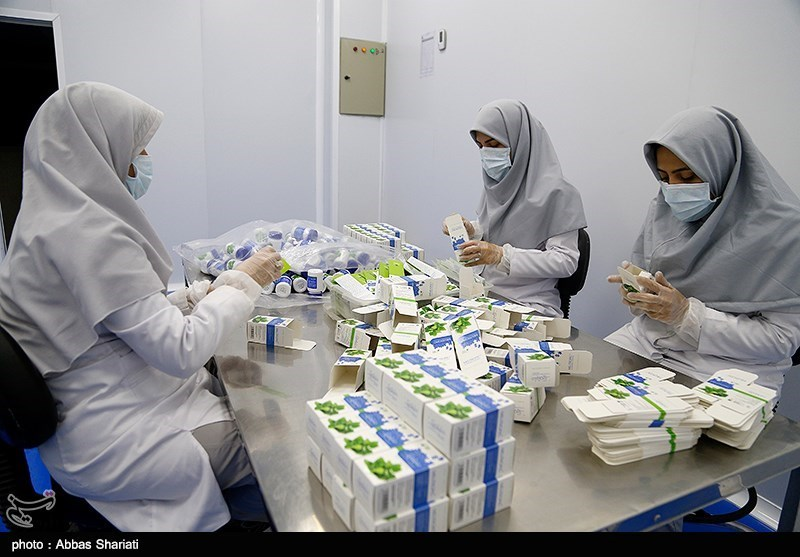

День хронічних захворювань (перс. روز بیماریهای خاص وصعب العلاج) — іранський пам'ятний день, який відзначають щорічно 7/8 травня (18 ордібехешта за іранським календарем).

## Установа Дня хронічних захворювань
В Ірані День хронічних захворювань проводиться 7/8 травня разом з Міжнародним днем таласеміі і хронічних захворювань. Він заснований за пропозицією міністерства охорони здоров'я Ірану. Звичайно, в світі існують тисячі хронічних захворювань, але в Ірані дана подія приурочена до боротьби з чотирма найбільш небезпечними: таласемією, гемофілією, розсіяним склерозом і нирковою недостатністю.
У 1996 році в Ірані було створено недержавний Фонд хронічних захворювань (перс. نیاد امور بیماریهاى خاص), який виділяє гроші на лікування хворих, надає їм безкоштовні ліки та соціальну допомогу.

## Таласемія в Ірані
Таласемія — це спадкове захворювання крові, що характеризується патологією в структурі гемоглобіну. Симптоми захворювання залежать від типу таласемії — від нульових проявів до вкрай важких. Часто спостерігається анемія (низький рівень еритроцитів). Анемія проявляється в хронічній втомі і блідості шкіри. Також хвороба може супроводжуватися проблемами з кістками, збільшенням селезінки і повільним зростанням у дітей.
Існує три форми таласемії — альфа, бета і гамма — легка, середня і важка відповідно. Приблизно 3 тис. людей в Ірані є носіями даного захворювання (типу бета), і з кожним роком їх кількість неухильно зростає. Даний тип захворювання веде до порушень в будові лицьового черепа: череп може стати квадратним; ніс набуває сідловидну форму; порушується прикус і розташування зубів. Часто хвороба супроводжується желтушностью шкіри і слизових оболонок. Імунітет ослаблений, внаслідок чого хворі схильні до інфекційних захворювань. У дитини, у якої рано проявилися симптоми таласемії, можлива фізична і розумова недорозвиненість.